# معادلات كوشي-ريمان

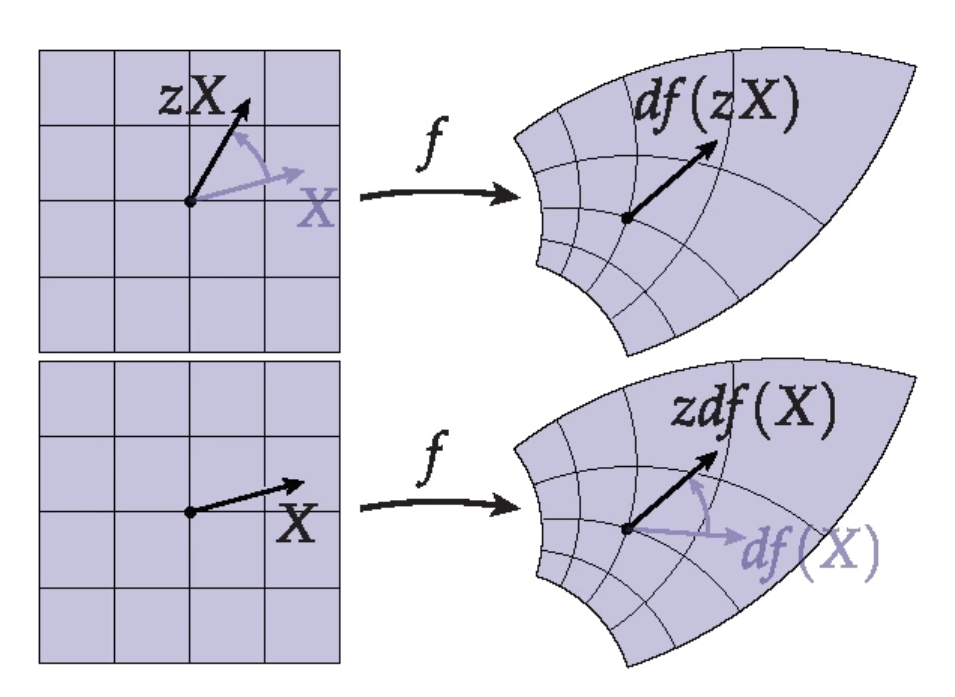

في الرياضيات، معادلات كوشي-ريمان التفاضلية (بالإنجليزية: Cauchy–Riemann equations)‏ في التحليل العقدي تنسب إلى عالم الرياضيات الفرنسي أوغستين لوي كوشي وعالم الرياضيات الألماني برنارد ريمان. تتكون من نظام من اثنين من المعادلات التفاضيلية الجزئية
معادلات كوشي-ريمان لدالتين قيمهما حقيقيتان، لكل واحدة منهما متغيران اثنان (u(x,y و (v(x,y، هما المعادلتان التاليتان:
{\displaystyle {\dfrac {\partial u}{\partial x}}={\dfrac {\partial v}{\partial y}}\,}
و
{\displaystyle {\dfrac {\partial u}{\partial y}}=-{\dfrac {\partial v}{\partial x}}\,}
عادة ما يتم اعتبار u وv جزءًا حقيقيًا وخياليًا على التوالي لدالة مركبة القيمة لمتغير مركب واحد {\displaystyle z=x+iy,f(x+iy)=u(x,y)+iv(x,y)}
افترض ان u وv دوال قابلة للاشتقاق عند نقطة في مجموعة جزئية مفتوحة من {\displaystyle \mathbb {C} }, والتي ممكن اعتبارها دالة من {\displaystyle \mathbb {R^{2}} } إلى {\displaystyle \mathbb {R} }، فإن هذا يؤدي إلى أن المشتقة الجزئية ل u , v موجودة (على الرغم من انها لا تحتاج ان تكون متصلة).
إذا كانت الدالة {\displaystyle f=u+iv} قابلة للاشتقاق عند النقطة {\displaystyle z_{0}=x_{0}+iy_{0}}، فإن المشتقات الجزئية لكلا من u و v موجودة عند النقطة {\displaystyle (x_{0},y_{0})} وتحقق معادلات كوشي -ريمان.

## مثال
افترض أن الدالة {\displaystyle f(z)=z^{2}} ، حيث {\displaystyle z=x+iy}، هي دالة قابلة للاشتقاق عند أي نقطة {\displaystyle z\in \mathbb {C} }
{\displaystyle f(z)=(x+iy)^{2}=x^{2}-y^{2}+2ixy}
فيكون الجزء الحقيقي هو: {\displaystyle u(x,y)} حيث {\displaystyle u(x,y)=x^{2}-y^{2}}
والجزء التخيلي هو: {\displaystyle v(x,y)} حيث {\displaystyle v(x,y)=2xy}
ومشتقاتهم الجزئية هي:
{\displaystyle v_{y}=2x}
{\displaystyle v_{x}=2y}
{\displaystyle u_{y}=-2y}.
{\displaystyle u_{x}=2x}.
ويلاحظ تحقق شروط معادلات كوشي-ريمان:
{\displaystyle u_{x}=v_{y}}.
{\displaystyle u_{y}=-v_{x}}.